# Расмус и скитникът
„Расмус и скитникът“ (оригинално заглавие на шведски "Rasmus pa Luffen") е написана от шведската писателка Астрид Линдгрен. На български език излиза през 1999 г. в превод на Теодора Джебарова, с илюстрации на Ерик Палмквист.
	През 1955 г. е сниман филм по сценарий на авторката, а през следваща година (1956) книгата е издадена за първи път. През 1971 се снима сериал в Югославия (със заглавие "Erazem b Potepuh"), а през 1978 г. се прави и руска версия на филма (Расмуссен и бродяга). През 1981 г. е направен римейк под режисурата на Оли Хелбом с участието на Алън Едуол (в ролята на Оскар), Ерик Линдгрен (Расмус), Ярл Куле (Хилдинг Лиф) и др.
 Внимание:  Текстът по-долу разкрива сюжета на произведението (или части от него)!
	Расмус живее в сиропиталището Вестерхага. Той е на девет години, слаб, луничав и с права коса. Това се оказва проблем, защото всички семейства, които идват да си изберат дете от сиропиталището, предпочитат момиченца с къдрави коси. След един ден, изпълнен с неприятности, Расмус, уплашен от предстоящото наказание, решава да избяга и сам да си потърси дом и родители, които да го искат. След цяла нощ ходене момчето, примряло от глад, уплашено и много уморено влиза да си почине в една плевня. В нея заварва скитника Райски Оскар, който е и Божия кукувица, свири на акордеон, за да си изкарва хляба и който „що се отнася до работата се задоволява с малко“. Расмус се примолва на Оскар да обикаля с него докато си намери дом. Двамата тръгват по пътищата заедно, пеят в стопанствата /или в краен случай цепят дърва/, за да получат вечеря, оказват се въвлечени в обир, преследвани са от престъпници с пистолети и преживяват куп страшни и вълнуващи приключения.
	Но когато Расмус има възможност да остане при добро, весело и богато семейство със собствено стопанство, да има собствена стая и собствени кученца, той разбира, че не иска друг баща освен Оскар. Така малкият Расмус остава да живее при Оскар и жена му Мартина, в малка, сива къщурка на брега на зелено езеро.
Шаблон:Астрид Линдгрен